# È caduta una donna
È caduta una donna è un film del 1941 diretto da Alfredo Guarini.

## Trama
Dina, incinta, viene lasciata dal suo fidanzato Giovanni che, cedendo alle pretese della madre, sposa una donna ricca. La ragazza fugge a Milano dove pensa di abortire e, a tale scopo, si rivolge ad un medico, Roberto Frassi, che però la dissuade e la assiste nella gravidanza. Diventata madre di un maschietto, Dina trova lavoro dapprima come modella per scultori, poi come indossatrice presso una casa di mode. Presto si fa notare per eleganza e avvenenza e ciò le procura molti spasimanti, tra i quali anche Fabbri, un ricco industriale che al termine di un veglione le chiede di sposarlo promettendole una vita agiata. Dina però rifiuta perché vuole restare con il suo bambino.
Proprio in occasione di quella festa Dina ha rivisto dopo molto tempo il dottor Frassi; i due iniziano di nuovo a frequentarsi, poi l'affetto si trasforma in amore e decidono di sposarsi. Però la condizione di ragazza madre di Dina incontra molta riprovazione nella famiglia del medico, che taglia i rapporti con lui. Anche Frassi, nonostante fosse a conoscenza del passato di Dina, mal sopporta un figlio non suo. Tutte queste difficoltà incrinano la serenità della coppia e provocano tra i due coniugi un progressivo allontanamento.

Un'immagine del set di È caduta una donna: da sin., l'operatore Romolo Garroni, il fonico Ercole Pace, l'attore Ennio Cerlesi ed Isa Miranda

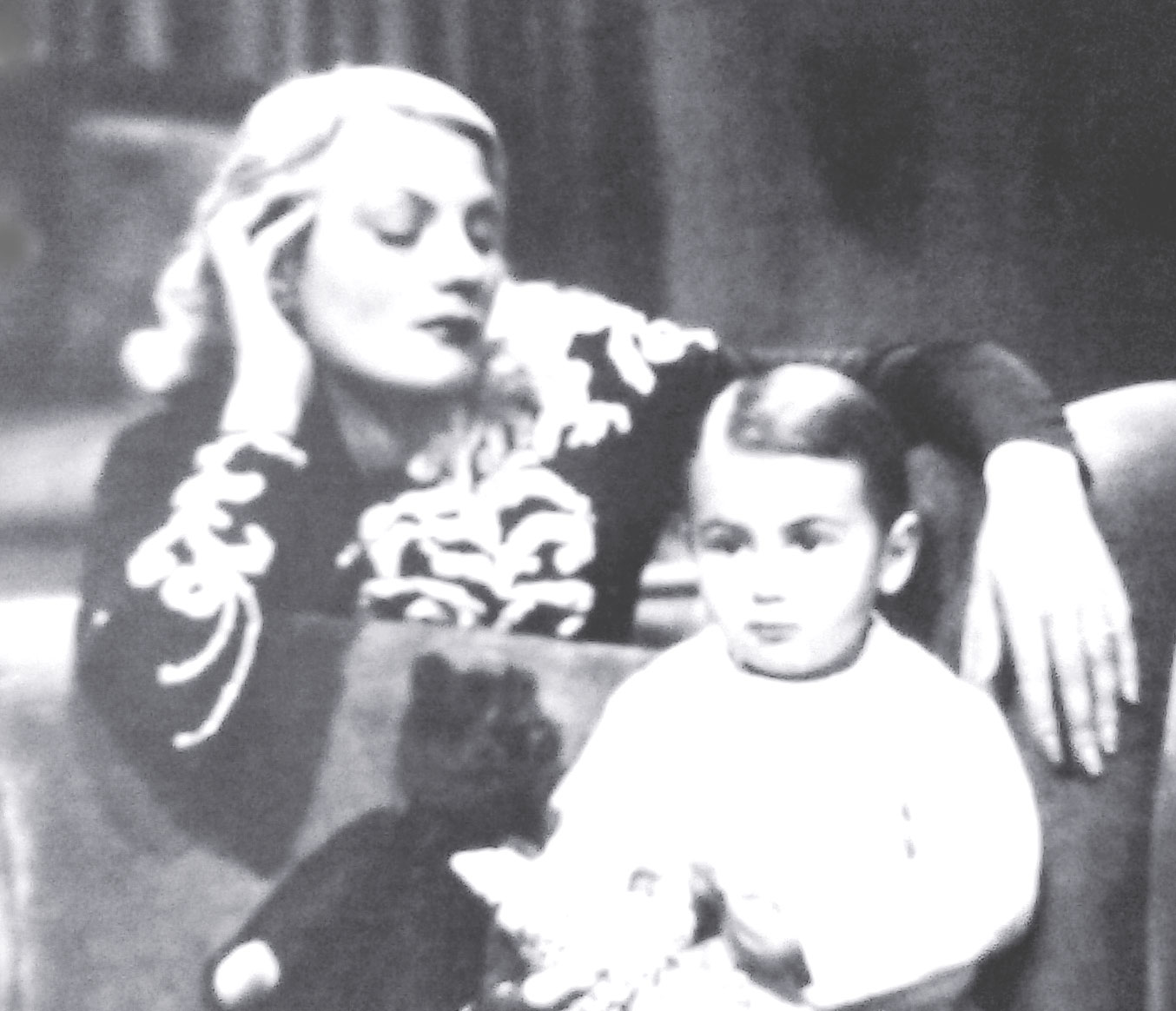
La figura di Dina (Isa Miranda) rappresenta la scoperta del valore di una maternità inizialmente rifiutata

Un giorno ricompare la madre del suo ex fidanzato, che nel frattempo è morto. L'anziana donna chiede a Dina di poter adottare il bambino, unico ricordo che le resta del figlio. Dina dapprima rifiuta con sdegno, poi, nella speranza di recuperare il rapporto col marito, si fa convincere ad accettare la richiesta. Ma all'ultimo momento ci ripensa e, sconvolta, si precipita verso la stazione per cercare di riavere il bimbo. Nella sua corsa disperata viene travolta da un camion. Morirà senza riprendere conoscenza nello stesso ospedale in cui aveva dato alla luce il figlio.

## Realizzazione del film

### Soggetto e sceneggiatura
È caduta una donna è la versione cinematografica dell'omonimo romanzo di Milly Dandolo, pubblicato nel 1936. La Dandolo partecipò anche alla stesura della prima versione della sceneggiatura, che, però, dovette poi essere rifatta in quanto il produttore Scalera impose l'eliminazione della figura del fantasma di Dina, la cui presenza era prevista per tutto il secondo tempo del film. Fu pertanto elaborata una seconda versione del copione, cui lavorarono De Feo, Patti e Talarico - tutti appartenenti agli Autori Associati - nella quale la morte di Dina non era più un passaggio del film, ma ne diventa la conclusione. Questa dinamica comportò la presenza nei titoli di testa di un elenco molto nutrito di sceneggiatori. La pellicola venne presentata come «evoluzione spirituale di una sensibile anima di ragazza moderna che dalla vita lussuosa, ma vuota, della società elegante passa a quella viva e poetica di sposa e di madre».

### Produzione
Le riprese del film iniziarono a Milano alla fine di febbraio del 1941, con le prime scene girate all'ippodromo di San Siro dove furono realizzate delle inquadrature di corse di trotto, a differenza della tradizione di quello stadio dedicato al galoppo. L'importanza dell'occasione comportò la presenza di cavalli delle migliori scuderie e di provetti fantini coinvolti per l'occasione, mentre una puledra nata proprio in quei giorni venne chiamata "Isa Miranda". Altre scene milanesi furono girate a San Babila e in via dei Cappuccini, dove fu ambientata la scena del mortale investimento di cui resta vittima Dina. Una cura particolare fu posta nella realizzazione degli eleganti costumi della Miranda,. Successivamente la troupe si trasferì a Roma, dove la lavorazione fu completata presso il teatro 2 degli stabilimenti Scalera.

### Interpreti
Per Isa Miranda È caduta una donna fu il secondo film dopo il suo ritorno, avvenuto alla fine del 1939, dagli USA, dove non era riuscita ad imporsi nello "star system" americano. Dovette quindi partecipare a pellicole di tono minore (oltre a questa, Senza cielo nel 1940 e Documento Z 3 del 1942), della cui regia si occupò direttamente il marito Alfredo Guarini. Un ostracismo (v. riquadro) che terminò solo nel 1942 quando la Miranda fu, nonostante i dubbi del regista, Marina di Malombra nel film di Soldati tratto dal romanzo di Fogazzaro. In questa pellicola Carla Martinelli venne presentata dalla produzione come «una nuova, graziosa, attrice» che, però, al pari di tante altre giovani esordienti del periodo, scomparve quasi subito dagli schermi.
Il soggiorno hollywoodiano di Isa Miranda, oltre a non essere fortunato dal punto di vista professionale, procurò anche all'attrice dei problemi al suo rientro. Infatti al regime non era piaciuta quello che considerò una "diserzione" rispetto al rilancio della cinematografia nazionale e frapporrà non pochi ostacoli al suo reinserimento nel cinema italiano. 
Il Ministero della cultura popolare emanò una circolare con la quale veniva imposto agli organi di informazione di non occuparsi dell'attrice, mentre il Ministero dell'interno si oppose al rinnovo del suo passaporto. 
Oltre a non aver gradito la permanenza della Miranda negli Stati Uniti, Paese non ancora nemico, ma fiancheggiatore della Gran Bretagna con cui l'Italia era in guerra, le autorità sospettavano che l'attrice avesse idee non allineate con quelle del regime. All'origine v'erano alcune sue dichiarazioni relative alla invasione della Polonia da parte della Wehrmacht nel 1939 che, vere o presunte, erano state diffuse dall'ufficio stampa della "Paramount" quando lei era ancora negli USA, e solo dopo un incontro chiarificatore con Mussolini, le difficoltà furono superate.

## Accoglienza

### Fischi alla "prima" milanese
Ottenuto il visto censura n. 31369 del 29 agosto 1941, il film uscì nelle sale nell'autunno - inverno del 1941, in tempi differenziati tra le varie città. Ma, in occasione della "prima" milanese, che avvenne la sera del 4 settembre '41 alla presenza degli interpreti e di Milly Dandolo, al cinema "Ambra" inaugurato per l'occasione, accadde uno spiacevole incidente che non risulta dalla cronache giornalistiche del tempo, ma che sarà la stessa attrice a rievocare: «Alla prima di È caduta una donna - ha detto la Miranda - a Milano volli andare, portando con me mia madre e mia sorella. Era una "prima" importante, c'erano il Prefetto, il federale, il Podestà [...]. Fischiarono dall'inizio alla fine del film, mia madre svenne [...], e lo sa perché fischiavano tanto? Perché due terzi dei biglietti, fu appurato dalla polizia, erano stati comprati da una celebre attrice fascista di cui non faccio il nome perché è ancora viva e non la voglio svergognare. Mi aveva fatto fischiare perché voleva interpretare quel film. Le amiche dei gerarchi riuscivano quasi sempre a prendersi le parti migliori». Il film ebbe poi sulla piazza milanese un considerevole successo, riuscendo a restare in cartellone nelle sale di prima visione per quasi due settimane.

### Risultato commerciale
Sulla base dei dati disponibili il film di Guarini ebbe un risultato economico medio, con un introito di circa 4.870.000 lire dell'epoca. Lontano dai "campioni di incasso" dei film italiani del 1941 (che furono I promessi sposi di Camerini, che superò i 18 milioni, Tosca di Renoir e Koch, che introitò 12 milioni, ed Ore 9: lezione di chimica diretto da Mattoli, che raggiunse gli 11 milioni), ma comunque superiore a molte altre pellicole che incassarono somme meno rilevanti.

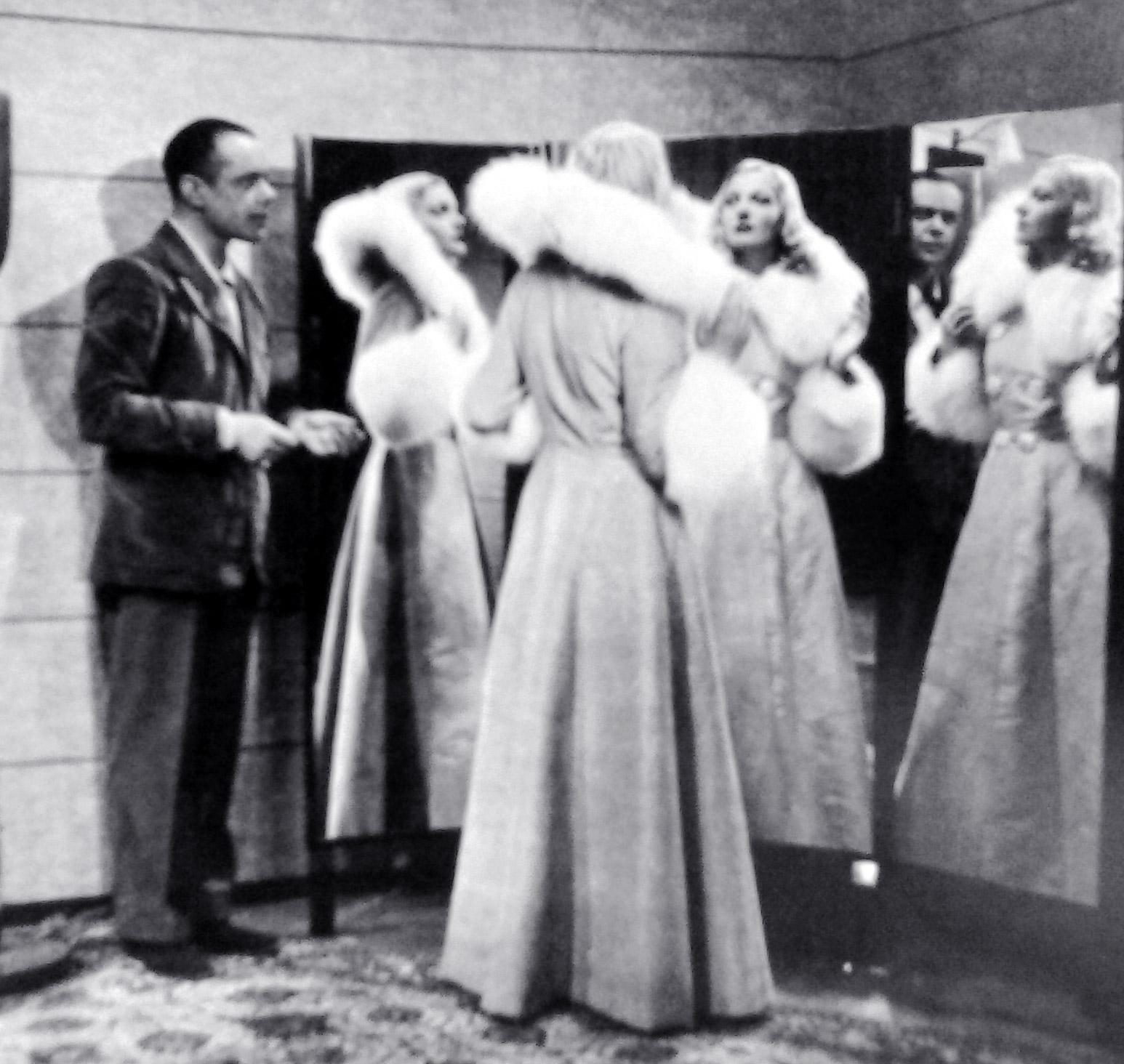
Isa Miranda, qui in una scena con Luigi Zerbinati, mette in risalto nel film eleganza e avvenenza grazie anche a costumi particolarmente ricercati

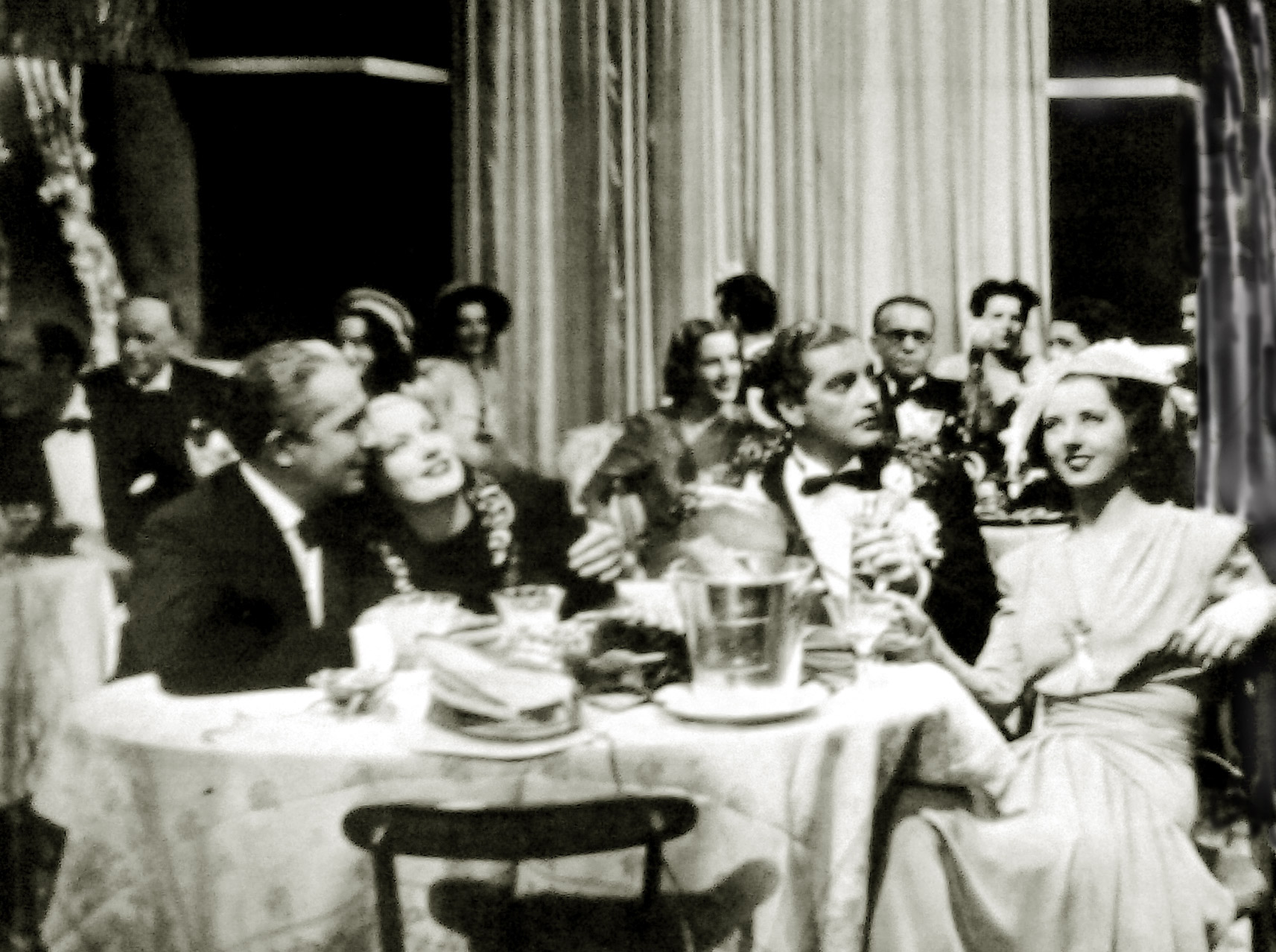
Luigi Pavese, Isa Miranda, Claudio Gora e Carla Martinelli - attrice che poi non si vedrà più al cinema - nella festosa scena del veglione

### Critica

#### Commenti contemporanei
La critica del tempo si divise nei giudizi sul film, anche se alcuni puntarono l'attenzione più sull'interpretazione della Miranda e sulle conseguenze del suo soggiorno americano, che sull'opera nel suo complesso. Così, ad esempio, La Stampa osservò che «al suo ritorno (da Hollywood - ndr) Isa Miranda non poteva non apparirci un po' diversa, un po' come nelle foto provenienti da laggiù, lisciata e laccata come si usa in quello standard», chiedendosi se esistesse un "caso Miranda": «L'attrice c'è sempre, ma sotto una strana patina, indubbiamente dovuta al soggiorno americano. Una patina che la rende circospetta, studiata, talvolta persino impensierita». Analogo il giudizio espresso da La Tribuna secondo cui «il film è stato architettato per dare risalto e materia all'interpretazione della Miranda; se poi l'interpretazione non riesce a commuovere è forse perché lei si è troppo preoccupata di arrivare ad un severo stile e ciò le ha impedito di abbandonarsi nei momenti drammatici»
Critici i giudizi apparsi su Film: «Non conosco il romanzo di Milli Dandolo, e francamente non me ne rammarico. Forse nel romanzo il dramma intimo del medico è studiato più profondamente, nel film questo spettro del passato, questa gelosia retrospettiva che un poco alla volta si insinua nell'animo del medico rendendolo freddo e cattivo, non sono minimamente studiati né approfonditi. L'ossessione del medico per il "figlio della colpa" appare perciò improvvisa e ingiustificata».
Riserve anche da parte di Tempo: «Scarna, ma poetica, la materia: e non certo colata nello stampo di cui pare gioisca il nostro cinema. Isa Miranda, con quel suo trasparente volto, sul quale i sentimenti spesso affiorano per dono istintivo e per ineffabile suggestione, ha tutto quello che occorre per essere l'antiretorica attrice che noi aspettiamo. E il regista Alfredo Guarini con quel suo cauto dosare il ritmo, le scene, il dialogo, [...] potrebbe darci un film insieme tragico e dolce, come è spesso nell'opera d'arte riuscita. Ma si sono, attrice e regista, liberati da una certa aura cinematografica mal intesa? Diremmo di no». Opinione, questa, non condivisa invece dal Corriere della Sera, secondo il quale «è un piccolo dramma senza grida, un film che mira a destare emozioni, giovandosi di mezzi sobri, in una compostezza sorvegliata (con) un tentativo passibile di sviluppi creando un parallelismo sottile tra la vita della grande città, accogliente e indifferente al tempo stesso, e la vita di una donna», alla quale Isa Miranda «ha dato, soprattutto nel secondo tempo, dolcezza, armonia e calore».
Elogi al film da Cinema, secondo il quale esso «risente indubbiamente, e non poco, delle sue origini letterarie (ma) per questo Guarini ha fatto un film encomiabile che, pur basato su uno dei luoghi comuni più sfruttati della romantica di tutti i tempi, riesce a portare il dramma vivo, in un'atmosfera di vera poesia, alla mente dello spettatore». Critiche, invece, da un altro periodico, Lo schermo, secondo il quale «malgrado le intenzioni pirandelliane e gli intenti morali che lo nobilitano, il soggetto, non sembra elevarsi da quegli esempi di letteratura romanzesca per signorine».

#### Commenti successivi
Col passare del tempo, nei giudizi retrospettivi, È caduta una donna è stato generalmente considerato uno dei film meno significativi della Miranda, soprattutto a fronte dei successi che coglierà successivamente con Malombra e con Zazà. Così ad esempio Cristina Bragaglia osserva che «per la sceneggiatura del film si mobilita l'intero gruppo degli Autori Associati, ma i risultati non sono all'altezza dei nomi scesi in campo. Alcuni fatti che il racconto approfondisce qui restano inspiegabili e la Miranda fa poco per dominare la confusione».